# Enceinte fortifiée de Zellenberg
L'enceinte fortifiée de Zellenberg est un monument historique situé à Zellenberg, dans le département français du Haut-Rhin.

## Localisation
Cette construction est située passage de la Tour à Zellenberg.

## Historique
L'édifice fait l'objet d'une inscription au titre des monuments historiques depuis 1997.